# Comunità montana Monte Rosa
La Comunità montana Monte Rosa era un comprensorio montano che univa 7 comuni della Provincia del Verbano-Cusio-Ossola. 

## Storia
Il territorio della comunità coincideva con quello della valle Anzasca, la valle più meridionale dell'Ossola, ed era delimitato dalle pendici orientali del Monte Rosa, da cui prende il nome. La sede si trovava a Bannio Anzino.
Questa comunità montana non è da confondersi con la Comunità montana Mont Rose, situata in Valle d'Aosta. Tale confusione è tuttavia da escludersi a partire dal 2014, quando l'ente valdostano ha cambiato nome in Unité des Communes valdôtaines Mont-Rose. 